# Ponta Lama Porco
A Ponta Lama Porco é uma formação geológica costeira de São Tomé e Príncipe, localizada na ilha de São Tomé, a Sul da província Caué. Este acidente geológico localiza-se entre Praia Inhame e a Ponta do Homem da Capa, próxima ao Ilhéu das Rolas.